# Переименованные населённые пункты Беларуси

Переименованные населённые пункты Белоруссии — перечень переименованных населённых пунктов на территории современной Республики Беларусь.
Список разбит по районам в алфавитном порядке, с указанием старого и современного названия на русском и белорусском языках. Дата переименования не указывается; в большинстве  своем они произошли в 1919—1991 годы.

## Брестская область

### Барановичский район
| Старое название | Старое название на белорусском | Современное название | Современное название на белорусском |
| --------------- | ------------------------------ | -------------------- | ----------------------------------- |
| Гавиновичи      | Гавінавічы                     | Подгорная            | Падгорная                           |
| Дурневичи       | Дурневічы                      | Луговая              | Лугавая                             |
| Столовичи       | Сталовічы                      | Октябрьский          | Кастрычніцкі                        |
| Лазовцы         | Лазаўцы                        | Нагорная             | Нагорная                            |

### Берёзовский район
| Старое название   | Старое название на белорусском | Современное название | Современное название на белорусском |
| ----------------- | ------------------------------ | -------------------- | ----------------------------------- |
| Горачь            | Горач                          | Светочь              | Светач                              |
| Блудень           | Блудзень                       | Первомайская         | Першамайская                        |
| Берёза-Картузская | Бяроза-Картузская              | Берёза               | Бяроза                              |

### Брестский район
| Старое название           | Старое название на белорусском | Современное название | Современное название на белорусском |
| ------------------------- | ------------------------------ | -------------------- | ----------------------------------- |
| Брест-Литовский, Берестье | Брэст-Літоўскі, Бярэсцце       | Брест                | Брэст                               |
| Скорбичи                  | Cкорбічы                       | Дружба               | Дружба                              |
| Дуричи                    | Дурычы                         | Знаменка             | Знаменка                            |

### Жабинковский район
| Старое название | Старое название на белорусском | Современное название | Современное название на белорусском |
| --------------- | ------------------------------ | -------------------- | ----------------------------------- |
| Отечизна        | Ацечызна                       | Ленинский            | Ленінскі                            |

### Ивановский район
| Старое название | Старое название на белорусском | Современное название | Современное название на белорусском |
| --------------- | ------------------------------ | -------------------- | ----------------------------------- |
| Янов            | Янаў                           | Иваново              | Іванава                             |

### Каменецкий район
| Старое название | Старое название на белорусском | Современное название | Современное название на белорусском |
| --------------- | ------------------------------ | -------------------- | ----------------------------------- |
| Лозовица        | Лазавіца                       | Рудавец              | Рудавец                             |
| Копылы          | Копылы                         | Победа               | Пабеда                              |
| Церковники      | Царкоўнікі                     | Заречаны             | Зарачаны                            |

### Кобринский район
| Старое название   | Старое название на белорусском | Современное название | Современное название на белорусском |
| ----------------- | ------------------------------ | -------------------- | ----------------------------------- |
| Камень-Шляхетский | Камень-Шляхецкі                | Октябрь              | Акцябр                              |

### Лунинецкий район
| Старое название | Старое название на белорусском | Современное название | Современное название на белорусском |
| --------------- | ------------------------------ | -------------------- | ----------------------------------- |
| Кристиново      | Крыстынава                     | Полесский            | Палескі                             |

### Ляховичский район
| Старое название | Старое название на белорусском | Современное название | Современное название на белорусском |
| --------------- | ------------------------------ | -------------------- | ----------------------------------- |
| Вошковцы        | Вошкаўцы                       | Урожайная            | Ураджайная                          |

### Пинский район
| Старое название | Старое название на белорусском | Современное название | Современное название на белорусском |
| --------------- | ------------------------------ | -------------------- | ----------------------------------- |
| Холожин         | Халожын                        | Полторановичи        | Паўтаранавічы                       |

### Столинский район
| Старое название   | Старое название на белорусском | Современное название | Современное название на белорусском |
| ----------------- | ------------------------------ | -------------------- | ----------------------------------- |
| Столинские Хутара | Столінскія Хутары              | Першемайск           | Першамайск                          |

## Витебская область

### Бешенковичский район
| Старое название | Старое название на белорусском | Современное название | Современное название на белорусском |
| --------------- | ------------------------------ | -------------------- | ----------------------------------- |
| Касперово       | Касперава                      | Верховье             | Вярхоўе                             |
|                 | Кузбэрак                       | Ульяновка            | Ульянаўка                           |

### Верхнедвинский район
| Старое название | Старое название на белорусском | Современное название | Современное название на белорусском |
| --------------- | ------------------------------ | -------------------- | ----------------------------------- |
| Дрисса          | Дрыса                          | Верхнедвинск         | Верхнядзвінск                       |

### Витебский район
| Старое название | Старое название на белорусском | Современное название | Современное название на белорусском |
| --------------- | ------------------------------ | -------------------- | ----------------------------------- |
| Псерцы          | Псярцы                         | Задвинье             | Задзвінне                           |

### Городокский район
| Старое название | Старое название на белорусском | Современное название | Современное название на белорусском |
| --------------- | ------------------------------ | -------------------- | ----------------------------------- |
| Халявки         | Халяўкі                        | Петрово              | Пятрова                             |

### Глубокский район
| Старое название | Старое название на белорусском | Современное название | Современное название на белорусском |
| --------------- | ------------------------------ | -------------------- | ----------------------------------- |
| Защеслье        | Зашчэслле                      | Урожайная            | Ураджайная                          |

### Докшицкий район
| Старое название | Старое название на белорусском | Современное название | Современное название на белорусском |
| --------------- | ------------------------------ | -------------------- | ----------------------------------- |
| Хиловщина       | Хілаўшчына                     | Иваново              | Іванава                             |

### Лепельский район
| Старое название | Старое название на белорусском | Современное название | Современное название на белорусском |
| --------------- | ------------------------------ | -------------------- | ----------------------------------- |
| Юркова Стена    | Юркава Сцена                   | Юрковщина            | Юркоўшчына                          |
| Иван-Бор        | Іван-Бор                       | Красный Октябрь      | Чырвоны Кастрычнік                  |
| Реутполье       | Рэўтполле                      | Калиновка            | Калінаўка                           |

### Миорский район
| Старое название | Старое название на белорусском | Современное название | Современное название на белорусском |
| --------------- | ------------------------------ | -------------------- | ----------------------------------- |
| Копец           | Копец                          | Дисна                | Дзісна                              |
| Матюки          | Мацюкі                         | Белорусская          | Беларуская                          |
| Кукиши          | Кукішы                         | Гвардейские          | Гвардзейскія                        |
| Блошники        | Блошнікі                       | Калиновое            | Калінавае                           |
| Путры           | Путры                          | Слобода              | Слабада                             |
| Чуриловичи      | Чурылавічы                     | Леонполь             | Лявонпаль                           |
|                 |                                | Милашово             | Мілашова                            |

### Оршанский район
| Старое название | Старое название на белорусском | Современное название | Современное название на белорусском |
| --------------- | ------------------------------ | -------------------- | ----------------------------------- |
| Кобыляки        | Кабылякі                       | Приднепровье         | Прыдняпроўе                         |

### Толочинский район
| Старое название | Старое название на белорусском | Современное название | Современное название на белорусском |
| --------------- | ------------------------------ | -------------------- | ----------------------------------- |
| Безделичи       | Бяздзелічы                     | Раздольная           | Раздольная                          |
| Черепни         | Чарапні                        | Яблынка              | Яблынка                             |

### Чашникский район
| Старое название | Старое название на белорусском | Современное название | Современное название на белорусском |
| --------------- | ------------------------------ | -------------------- | ----------------------------------- |
| Жаренки         | Жаранкі                        | Октябрьский          | Акцябрскі                           |

## Гомельская область

### Брагинский район
| Старое название | Старое название на белорусском | Современное название | Современное название на белорусском |
| --------------- | ------------------------------ | -------------------- | ----------------------------------- |
| Двор-Городище   | Двор-Гарадзішча                | Тельман              | Тэльман                             |
| Лихтерня        | Ліхтэрня                       | Красная Нива         | Чырвоная Ніва                       |
| Просмыцкий      | Прасмыцкі                      | Калининский          | Калінінскі                          |
| Ясени           | Ясені                          | Ленинец              | Ленінец                             |

### Буда-Кошелёвский район
| Старое название | Старое название на белорусском | Современное название | Современное название на белорусском |
| --------------- | ------------------------------ | -------------------- | ----------------------------------- |
| Новая Жезленка  | Новая Жэзленка                 | Зелёная              | Зялёная                             |
| Стрелка         | Стрэлка                        | Осовок               | Асавок                              |
| Сталино         | Сталіна                        | Октябрь              | Акцябр                              |
| Роговой         | Рагавы                         | Красное Знамя        | Чырвонае Знамя                      |
| Семёновка       | Сямёнаўка                      | Калинино             | Калініна                            |
| Череповка-II    | Чэрапаўка-II                   | Красный Октябрь      | Чырвоны Акцябр                      |
| Антонцево       | Антонцава                      | Ковалёво             | Кавалёва                            |
| Пирочкин        | Пырачкін                       | Приречье             | Прырэчча                            |
| Пострелки       | Пастралкі                      | Варварино            | Варварына                           |
| Самойлов        | Самуйлаў                       | Зорька               | Зорка                               |
| Угольцы         | Угольцы                        | Надеждино            | Надзеждзіна                         |
| Перелаз         | Пералаз                        | Владимировка         | Уладзіміраўка                       |

### Ветковский район
| Старое название        | Старое название на белорусском | Современное название | Современное название на белорусском |
| ---------------------- | ------------------------------ | -------------------- | ----------------------------------- |
| Шелуховка              | Шэлухоўка                      | Победа               | Перамога                            |
| посёлок имени Бухарина | пасёлак імя Бухарына           | Первомайский         | Першамайскі                         |

### Гомельский район
| Старое название     | Старое название на белорусском | Современное название | Современное название на белорусском |
| ------------------- | ------------------------------ | -------------------- | ----------------------------------- |
| Грязючка            | Гразючка                       | Некрасов             | Някрасаў                            |
| Клёнки              | Клёнкі                         | Ильич                | Ільіч                               |
| Клин                | Клін                           | Путеводная Звезда    | Пуцяводная Звязда                   |
| Волковичский Крупец | Воўкавіцкі Крупец              | Урицкое              | Урыцкае                             |
| Жеробное            | Жэробнае                       | Чкалово              | Чкалава                             |
| Нехотеевка          | Нехацееўка                     | Южная                | Паўднёвая                           |
| Кобылянка           | Кабылянка                      | Рассветная           | Рассветная                          |

### Добрушский район
| Старое название      | Старое название на белорусском | Современное название | Современное название на белорусском |
| -------------------- | ------------------------------ | -------------------- | ----------------------------------- |
| Быки                 | Быкі                           | Знамя                | Знамя                               |
| Кузминичская Слобода | Кузмініцкая Слабада            | Красный Камень       | Чырвоны Камень                      |
| Роща                 | Рошча                          | Красный Курган       | Чырвоны Курган                      |
| Хотеевка             | Хацееўка                       | Красный Октябрь      | Чырвоны Кастрычнік                  |
| Поповка              | Папоўка                        | Ленино               | Леніна                              |
| Хатки                | Хаткі                          | Красное Знамя        | Чырвоны Сцяг                        |
| Кролёвка             | Кралёўка                       | Новая Жизнь          | Новае Жыццё                         |
| Холюковка            | Халюкаўка                      | Новый Мир            | Новы Мір                            |
| Круговец             | Кругавец                       | Круговец-Калинино    | Кругавец-Калініна                   |
| Алёс                 | Алёс                           | Красный Алёс         | Чырвоны Алёс                        |
| Плутовка             | Плутоўка                       | Красный Партизан     | Чырвоны Партызан                    |
| Хоропуть             | Харапуць                       | Рассвет              | Рассвет                             |

### Ельский район
| Старое название | Старое название на белорусском | Современное название | Современное название на белорусском |
| --------------- | ------------------------------ | -------------------- | ----------------------------------- |
| Королин         | Каралін                        | Ельск                | Ельск                               |
| Оляськая        | Аляськая                       | Роза Люксембург      | Роза Люксембург                     |
| Волчье          | Воўч’е                         | Калиновая            | Калінавая                           |

### Житковичский район
| Старое название | Старое название на белорусском | Современное название | Современное название на белорусском |
| --------------- | ------------------------------ | -------------------- | ----------------------------------- |
| Слепцы          | Слепцы                         | Знаменка             | Знаменка                            |

### Жлобинский район
| Старое название | Старое название на белорусском | Современное название | Современное название на белорусском |
| --------------- | ------------------------------ | -------------------- | ----------------------------------- |
| Шапилово        | Шапілава                       | Майское              | Майскае                             |
| Точиловка       | Тачылаўка                      | Кабановка            | Кабанаўка                           |
| Святое          | Святое                         | Кирово               | Кірава                              |
| Попки           | Попкі                          | Октябрь              | Акцябр                              |
| Эрштермай       | Эрштэрмай                      | Возрождение          | Адраджэнне                          |

### Калинковичский район
| Старое название | Старое название на белорусском | Современное название | Современное название на белорусском |
| --------------- | ------------------------------ | -------------------- | ----------------------------------- |
| Блудим          | Блудзім                        | Денисовичи           | Дзенісовічы                         |
| Луски           | Лускі                          | Авангард             | Авангард                            |
| Многовершье     | Мнагаверш                      | Мироненки            | Міроненкі                           |
| Адверница       | Адверніца                      | Красная Слободка     | Чырвоная Слабодка                   |

### Кормянский район
| Старое название | Старое название на белорусском | Современное название | Современное название на белорусском |
| --------------- | ------------------------------ | -------------------- | ----------------------------------- |
| Кобыличи        | Кабылічы                       | Дубравино            | Дубравіна                           |
| Быч             | Быч                            | Октябрёво            | Акцяброва                           |

### Лельчицкий район
| Старое название | Старое название на белорусском | Современное название | Современное название на белорусском |
| --------------- | ------------------------------ | -------------------- | ----------------------------------- |
| Радиловичи      | Радзівілавічы                  | Дзержинск            | Дзяржынск                           |
| Осмоленик       | Асмаленік                      | Ударное              | Ударнае                             |
| Засунье         | Засунне                        | Первомайск           | Першамайск                          |
| Коростин        | Каросцін                       | Новое Полесье        | Новае Палессе                       |
| Злодин          | Злодзін                        | Краснобережье        | Краснабярэжжа                       |
| Могильное       | Магільнае                      | Мирное               | Мірнае                              |
| Горновище       | Гарновішча                     | Марковское           | Маркоўскае                          |
| Подворок        | Падворак                       | Победное             | Пабеднае                            |

### Лоевский район
| Старое название | Старое название на белорусском | Современное название | Современное название на белорусском |
| --------------- | ------------------------------ | -------------------- | ----------------------------------- |
| Поповская Рудня | Папоўская Рудня                | Рудня-Каменева       | Рудня Каменева                      |
| Шея             | Шэя                            | Новокузнечная        | Новакузнечная                       |

### Наровлянский район
| Старое название | Старое название на белорусском | Современное название | Современное название на белорусском |
| --------------- | ------------------------------ | -------------------- | ----------------------------------- |
| Кныровка        | Кныроўка                       | Калиничи             | Калінічы                            |
| Мохоеды         | Махаеды                        | Киров                | Кіраў                               |
| Светоцк         | Святоцк                        | Дзержинск            | Дзяржынск                           |
| Повсторинь      | Паўстарынь                     | Чирвоный Промень     | Чырвоны Прамень                     |
| Посёлок         | Пасёлак                        | Ленина               | Леніна                              |

### Октябрьский район
| Старое название   | Старое название на белорусском | Современное название | Современное название на белорусском |
| ----------------- | ------------------------------ | -------------------- | ----------------------------------- |
| Рудобелка         | Рудабелка                      | Октябрьский          | Акцябрскі                           |
| Качай-Балота      | Качай-Болото                   | Рассвет              | Рассвет                             |
| Адальфин          | Адальфін                       | Растов               | Растаў                              |
| Деревская         | Дзерзаўская                    | Ковали               | Кавалі                              |
| Германова Слобода | Германава Слабада              | Красная Слобода      | Красная Слабада                     |

### Петриковский район
| Старое название | Старое название на белорусском | Современное название | Современное название на белорусском |
| --------------- | ------------------------------ | -------------------- | ----------------------------------- |
| Гороваха        | Гараваха                       | Першемай             | Першамай                            |
| Подконоплище    | Падканаплішча                  | Полесье              | Палессе                             |
| Батрак, Буды    | Батрак, Буды                   | Ильич                | Ільіч                               |

### Речицкий район
| Старое название | Старое название на белорусском | Современное название | Современное название на белорусском |
| --------------- | ------------------------------ | -------------------- | ----------------------------------- |
| Курени          | Курані                         | Рассвет              | Рассвет                             |
| Дюрдев          | Дзюрдзеў                       | Комсомольск          | Камсамольск                         |
| Задереевка      | Задзярэеўка                    | Октябрь              | Акцябр                              |
| Святое          | Святое                         | Первомайск           | Першамайск                          |
| Кобылево        | Кабылева                       | Первомайск           | Першамайск                          |
| Погулянка       | Пагулянка                      | Первое Мая           | Першае Мая                          |
| Одворница       | Адверніца                      | Красная Слобода      | Чырвоная Слабодка                   |

### Светлогорский район
| Старое название      | Старое название на белорусском | Современное название | Современное название на белорусском |
| -------------------- | ------------------------------ | -------------------- | ----------------------------------- |
| Шатилковичи, Шатилки | Шацілавічы, Шацілкі            | Светлогорск          | Светлагорск                         |
| Глебопечи            | Глебапечы                      | Козловка             | Казлоўка                            |
| Василевичи II        | Васілевічы-II                  | Сосновый Бор         | Сасновы Бор                         |
| Евтушковичи          | Яўтушкавічы                    | Просвет              | Прасвет                             |
| Кадаш                | Кадаш                          | Николаевка           | Мікалаеўка                          |
| Гумнище              | Гумнішча                       | Мартыновка           | Мартынаўка                          |
| Синявка              | Сіняўка                        | Петровичи            | Пятровічы                           |
| Задворье             | Задвор’е                       | Раковичи             | Раковічы                            |
| Чирковичская Рудня   | Чыркавіцкая Рудня              | Рудня                | Рудня                               |
| Палаши               | Полашаў                        | Михайловка           | Міхайлаўка                          |
| Кокуевичи            | Какуевічы                      | Чкалово              | Чкалава                             |

### Хойникский район
| Старое название | Старое название на белорусском | Современное название | Современное название на белорусском |
| --------------- | ------------------------------ | -------------------- | ----------------------------------- |
| Аврамовский     | Аўрамаўскі                     | Хвойная Поляна       | Хвойная Паляна                      |
| Авраамовская    | Авраамаўская                   | Партизанская         | Партызанская                        |
| Богуславец      | Богуславец                     | Глинище              | Глінішча                            |
| Лаповщина       | Лаповшчына                     | Октябрь              | Кастрычнік                          |
| Княжица         | Княжыца                        | Слобожанка           | Слабажанка                          |

## Гродненская область

### Берестовицкий район
| Старое название  | Старое название на белорусском | Современное название | Современное название на белорусском |
| ---------------- | ------------------------------ | -------------------- | ----------------------------------- |
| Уснарж-Древняный | Вуснарж-Драўняны               | Макаровцы            | Макараўцы                           |
| Уснарж-Мурованый | Вуснарж-Мураваны               | Курчёвцы             | Курчоўцы                            |

### Гродненский район
| Старое название | Старое название на белорусском | Современное название | Современное название на белорусском |
| --------------- | ------------------------------ | -------------------- | ----------------------------------- |
| Устринь-Борки   | Устрынь-Баркі                  | Заневичи             | Занявічы                            |
| Пузовичи        | Пузавічы                       | Партизанская         | Партызанская                        |

### Дятловский район
| Старое название | Старое название на белорусском | Современное название | Современное название на белорусском |
| --------------- | ------------------------------ | -------------------- | ----------------------------------- |
| Здзецел         | Здзяцел                        | Дятлово              | Дзятлава                            |

### Зельвенский район
| Старое название | Старое название на белорусском | Современное название | Современное название на белорусском |
| --------------- | ------------------------------ | -------------------- | ----------------------------------- |
| Плетеничи       | Пляцянічы                      | Чирвоное Село        | Чырвонае Сяло                       |

### Кореличский район
| Старое название | Старое название на белорусском | Современное название | Современное название на белорусском |
| --------------- | ------------------------------ | -------------------- | ----------------------------------- |
| Кащица          | Кашчыца                        | Первомайский         | Першамайскі                         |

### Новогрудский район
| Старое название | Старое название на белорусском | Современное название | Современное название на белорусском |
| --------------- | ------------------------------ | -------------------- | ----------------------------------- |
|                 | Воўкаразь                      | Победа               | Пабеда                              |

### Ошмянский район
| Старое название | Старое название на белорусском | Современное название | Современное название на белорусском |
| --------------- | ------------------------------ | -------------------- | ----------------------------------- |
| Святой Дух      | Святы Дух                      | Будёновка            | Будзёнаўка                          |

### Островецкий район
| Старое название | Старое название на белорусском | Современное название | Современное название на белорусском |
| --------------- | ------------------------------ | -------------------- | ----------------------------------- |
| Усвять          | Усвяць                         | Поляны               | Паляны                              |

### Щучинский район
| Старое название | Старое название на белорусском | Современное название | Современное название на белорусском |
| --------------- | ------------------------------ | -------------------- | ----------------------------------- |
| Собакинцы       | Сабакінцы                      | Першемайск           | Першамайск                          |

## Минская область

### Воложинский район
| Старое название | Старое название на белорусском | Современное название | Современное название на белорусском |
| --------------- | ------------------------------ | -------------------- | ----------------------------------- |
| Розыслав        | Разыслаў                       | Лавский Брод         | Лаўскі Брод                         |
| Багданово       | Багданава                      | Чирвоная Горка       | Чырвоная Горка                      |

### Дзержинский район
| Старое название             | Старое название на белорусском | Современное название | Современное название на белорусском |
| --------------------------- | ------------------------------ | -------------------- | ----------------------------------- |
| Яхимово                     | Яхімава                        | Падеричи             | Падзерычы                           |
| Койданово, Крутогорье       | Койданаў, Крутагор’е           | Дзержинск            | Дзяржынск                           |
| Судники, Крупская, Поддубье | Суднікі, Крупская, Паддуб’я    | Ленино               | Леніна                              |
| Ракоедовщина                | Ракаедаўшчына                  | Победное             | Пабеднае                            |
| Каменный Уголь              | Каменны Вугаль                 | Чирвоная Зорька      | Чырвоная Зорка                      |
| Плеваки                     | Плевакі                        | Першемай             | Першамай                            |
| Резаны                      | Рэзаны                         | Вызволенье           | Вызваленне                          |
| Толкачевщина                | Талкачэўшчына                  | Фрунзе               | Фрунзе                              |

### Клецкий район
| Старое название | Старое название на белорусском | Современное название | Современное название на белорусском |
| --------------- | ------------------------------ | -------------------- | ----------------------------------- |
| Радзивиллимонты | Радзівілімонты                 | Красная Звезда       | Красная Звязда                      |
| Блячино         | Блячына                        | Садовая              | Садовая                             |
| Цицковичи       | Цыцкавічы                      | Рассветная           | Рассветная                          |
| Собачки         | Сабачкі                        | Светлая              | Светлая                             |

### Копыльский район
| Старое название | Старое название на белорусском | Современное название | Современное название на белорусском |
| --------------- | ------------------------------ | -------------------- | ----------------------------------- |
| Сосновка        | Сасноўка                       | Ленино               | Леніна                              |
| Пуково          | Пукава                         | Комсомольская        | Камсамольская                       |
| Адамполье       | Адамполле                      | Калиновка 1          | Калінаўка 1                         |
| Ханичево        | Ханічова                       | Калиновка 2          | Калінаўка 2                         |
| Орлик           | Орлік                          | Интернационал        | Інтэрнацыянал                       |
| Кобыльчицы      | Кабыльчыцы                     | Калиново             | Калінава                            |
| Свинка          | Свінка                         | Луговая              | Лугавая                             |
| Лапухи          | Лапухі                         | Дунаево              | Дунаева                             |
| Адамовичи       | Адамавічы                      | Новосёлки            | Навасёлкі                           |
| Кулаки          | Кулакі                         | Красино              | Красіна                             |
| Пузаво          | Пузава                         | Весёлое              | Вясёлае                             |
| Макраны         | Макраны                        | Чирвоная Дубрава     | Чырвоная Дубрава                    |
| Шестаки         | Шостакі                        | Чирвоный Партизан    | Чырвоны Партызан                    |

### Крупский район
| Старое название | Старое название на белорусском | Современное название | Современное название на белорусском |
| --------------- | ------------------------------ | -------------------- | ----------------------------------- |
|                 | Закуплены                      | Колос                | Колас                               |
| Панское         | Панскае                        | Майск                | Майск                               |
| Рыковка         | Рыкаўка                        | Кирово               | Кірава                              |
| Гибайловичи     | Гібайлавічы                    | Знаменская           | Знаменская                          |

### Логойский район
| Старое название | Старое название на белорусском | Современное название | Современное название на белорусском |
| --------------- | ------------------------------ | -------------------- | ----------------------------------- |
| Падонки         | Падонкі                        | Знаменка             | Знаменка                            |
| Саладеневичи    | Саладзеневічы                  | Коммуна              | Камуна                              |
| Хотаевичи       | Хатаевічы                      | Октябрь              | Акцябр                              |
| Ткачи           | Ткачы                          | Зелёный Сад          | Зялёны Сад                          |
| Юзефово         | Юзафава                        | Зелёный Луг          | Зялёны Луг                          |

### Любанский район
| Старое название | Старое название на белорусском | Современное название | Современное название на белорусском |
| --------------- | ------------------------------ | -------------------- | ----------------------------------- |
|                 | Серадзібор                     | Константиновка       | Канстанцінаўка                      |
| Зыслов          | Зыслаў                         | Старосек             | Старасек                            |
| Убибачки        | Убібачкі                       | Калиновка            | Калінаўка                           |
| Христи          | Хрысты                         | Криничное            | Крынічнае                           |
| Бычки           | Бычкі                          | Отрадное             | Атраднае                            |
| Княжья Могила   | Княжжа Магіла                  | Чапаево              | Чапаева                             |
| Богуславка      | Богуслаўка                     | Чирвоная Поляна      | Чырвоная Паляна                     |

### Минский район
| Старое название | Старое название на белорусском | Современное название | Современное название на белорусском |
| --------------- | ------------------------------ | -------------------- | ----------------------------------- |
| Холявщина       | Халяўшчына                     | Околица              | Аколіца                             |
| Игнатичи        | Ігнацічы                       | Калинино             | Калініна                            |

### Молодечненский район
| Старое название | Старое название на белорусском | Современное название | Современное название на белорусском |
| --------------- | ------------------------------ | -------------------- | ----------------------------------- |
| Пяцюли          | Пяцюлі                         | Новая                | Новая                               |
| Кабаны          | Кабаны                         | Красноармейская      | Краснаармейская                     |

### Мядельский район
| Старое название | Старое название на белорусском | Современное название | Современное название на белорусском |
| --------------- | ------------------------------ | -------------------- | ----------------------------------- |
| Кобыльник       | Кабыльнік                      | Нарочь               | Нарач                               |
| Горбы           | Гарбы                          | Ромашки              | Рамашкі                             |

### Пуховичский район
| Старое название | Старое название на белорусском | Современное название | Современное название на белорусском |
| --------------- | ------------------------------ | -------------------- | ----------------------------------- |
| Глод            | Глод                           | Мирная               | Мірная                              |
| Островки        | Астраўкі                       | Ленинский            | Ленінскі                            |
|                 | Ізабалёва                      | Красный Октябрь      | Красны Акцябр                       |
| Притыка         | Прітыка                        | Первый Май           | Первы Май                           |
| Новые Волоки    | Новыя Валокі                   | Свобода              | Свабода                             |
| Борок           | Барок                          | Калиновка            | Калінаўка                           |
| Святое          | Святое                         | Ильинка              | Ільінка                             |

### Слуцкий район
| Старое название | Старое название на белорусском | Современное название | Современное название на белорусском |
| --------------- | ------------------------------ | -------------------- | ----------------------------------- |
| Царовцы         | Цараўцы                        | Кирово               | Кірава                              |
| Иванихи         | Іваніхі                        | Октябрь              | Акцябр                              |
| Старцевичи      | Старцавічы                     | Знамя                | Знамя                               |
| Романово        | Раманаў                        | Ленино               | Леніна                              |
| Лиходея         | Ліхадзея                       | Прогресс             | Прагрэс                             |
| Дюдево          | Дзюдзева                       | Маяк                 | Маяк                                |
| Хранов          | Храноў                         | Ветка                | Ветка                               |

### Солигорский район
| Старое название | Старое название на белорусском | Современное название | Современное название на белорусском |
| --------------- | ------------------------------ | -------------------- | ----------------------------------- |
| Замогилье       | Замагілле                      | Рассвет              | Рассвет                             |
| Старчици        | Старчыцы                       | Октябрь              | Акцябр                              |
| Вызна           | Вызна                          | Красная Слобода      | Чырвоная Слабада                    |
| Живоглодовичи   | Жываглодавічы                  | Первомайск           | Першамайск                          |
| Копацевичи      | Капацэвічы                     | Новополесский        | Новапалескі                         |
| Подолешники     | Падалешнікі                    | Комсомолец           | Камсамолец                          |
| Гумнище         | Гумнішча                       | Советская Морочь     | Савецкая Морач                      |
| Новостаробинск  | Новастаробінск                 | Солигорск            | Салігорск                           |

### Столбцовский район
| Старое название    | Старое название на белорусском | Современное название | Современное название на белорусском |
| ------------------ | ------------------------------ | -------------------- | ----------------------------------- |
| Хотув              | Хотуў                          | Школьный             | Школьны                             |
| Ячёнка             | Ячонка                         | Новополье            | Наваполле                           |
| Говезно (деревня)  | Гавязна (вёска)                | Новопольцы           | Навапольцы                          |
| Говезно (местечко) | Гавязна (мястэчка)             | Вишневец             | Вішнявец                            |

### Узденский район
| Старое название | Старое название на белорусском | Современное название | Современное название на белорусском |
| --------------- | ------------------------------ | -------------------- | ----------------------------------- |
| Брюхачи         | Брухачы                        | Дружная              | Дружная                             |
| Кухтичи         | Кухцічы                        | Первомайск           | Первамайск                          |
| Светоловка      | Светалоўка                     | Коминтерн            | Камінтэрн                           |
| Тишинки         | Цішынкі                        | Смолзавод            | Смолзавод                           |
|                 | Малыскоўшчына                  | Наднёман             | Наднёман                            |

### Червенский район
| Старое название  | Старое название на белорусском | Современное название | Современное название на белорусском |
| ---------------- | ------------------------------ | -------------------- | ----------------------------------- |
| Ведретск         | Вядрэцк                        | Красный Дар          | Красны Дар                          |
| Игумен           | Ігумен                         | Червень              | Чэрвень                             |
| Хутор Раванитски | Хутар Раваніцкі                | Хутор                | Хутар                               |
|                  | Пудзіцкая Слабада              | Слобода              | Слабада                             |
| Красино          | Красіна                        | Красная Смена        | Красная Змена                       |

## Могилёвская область

### Белыничский район
| Старое название | Старое название на белорусском | Современное название | Современное название на белорусском |
| --------------- | ------------------------------ | -------------------- | ----------------------------------- |
| Ямнище          | Ямнішча                        | Возрождение          | Вазраждзенне                        |
| Пупса           | Пупса                          | Майск                | Майск                               |
| Бор             | Бор                            | Искра                | Іскра                               |
| Церковище       | Царковішча                     | Октябрино            | Акцябрын                            |
| Блевка          | Блёўка                         | Восток               | Васток                              |
| Церковище       | Царкавішча                     | Калиновка            | Каліноўка                           |
| Трусіловка      | Трусілаўка                     | Чирвоны Сад          | Чырвоны Сад                         |
| Фойно           | Фойна                          | Фойна                | Хвойна                              |